# The Memphis Blues

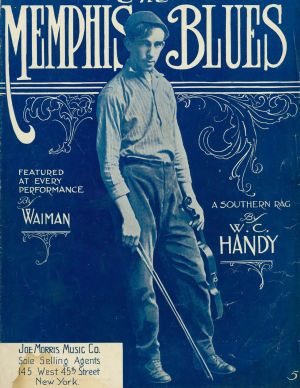
Cover des 1912 veröffentlichten Notenblatts

The Memphis Blues (auch The Memphis Blues (Or Mister Crump) betitelt) ist ein Song, den W. C. Handy schrieb und 1912 als Notenblatt veröffentlichte. Er gilt als einer der ersten veröffentlichten Blues-Songs, obwohl auf dem Notenblatt „A Southern Rag“ angegeben ist.

## Geschichte
The Memphis Blues soll auf einem Song namens Mr. Crump basieren, der wahrscheinlich 1909 für den Wahlkampf zum Bürgermeister von Memphis (Tennessee) für Edward Crump geschrieben worden war. W. C. Handy beanspruchte die Autorenschaft auch für Mr. Crump, doch wurde von anderen Musikern Paul Wyer, Handys Klarinettist, als Autor genannt.
Handy veröffentlichte The Memphis Blues am 27. September 1912 als Instrumentalstück. Er verkaufte den Song an den Musikverleger Theron Bennett, der den Musiker und Entertainer George „Honey Boy“ Evans überredete, den Song in seiner Vaudeville Show mit seinen Honey Boy Minstrels aufzuführen. Außerdem beauftragte Bennett den Songwriter George A. Norton, einen Text für das Stück zu schreiben, und veröffentlichte das Notenblatt mit Musik und Text am 10. November 1913.
Die erste Aufnahme des Memphis Blues erfolgte am 15. Juli 1914 in New York; die Instrumentalaufnahme der „Victor Military Band“, einer Hausband von Victor Records, war wohl die erste Aufnahme eines Blues überhaupt. Nur wenige Tage später, am 24. Juli 1914, wurde The Memphis Blues von Columbias Hausband „Prince’s Band“ aufgenommen, ebenfalls in New York. Wiederum ein Instrumentalstück war dies die zweite Blues-Aufnahme der Geschichte. Am 2. Oktober 1914 erfolgte dann die dritte Aufnahme des Memphis Blues, abermals in New York, diesmal mit einem Sänger, nämlich Morton Harvey, der den Text von George A. Norton vortrug. Und wieder war dies eine Premiere: die erste Aufnahme eines gesungenen Blues. Begleitet wurde Harvey von den New Yorker Philharmonikern.
Im Laufe der Zeit sollten noch zahlreiche weitere Aufnahmen von Handys Memphis Blues folgen.